# Brünzow
Brünzow är en kommun och ort i Landkreis Vorpommern-Greifswald i förbundslandet Mecklenburg-Vorpommern i Tyskland.
Kommunen ingår i kommunalförbundet Amt Lubmin tillsammans med kommunerna Hanshagen, Katzow, Kemnitz. Kröslin, Loissin, Lubmin, Neu Boltenhagen, Rubenow och Wusterhusen.